# Бранка, Джузва
Джузва Бранка (итал. GiusVa Branca, полное имя Джузеппе Валерио Бранка, итал. Giuseppe Valerio Branca; род. 10 января 1967, Мелито-ди-Порта-Сальво) — итальянский журналист, блогер и спортивный менеджер.

## Биография
Он окончил научный лицей Да Винчи в Реджо-ди-Калабрия. Затем продолжил обучение в Мессинском университете, посещая лекции юриспруденции в университете Магна Грация в Катанзаро, который окончил в 1991 году. 
Затем он 10 лет, до 2004 года, занимался юридической практикой, увлекался баскетболом и футболом, работая журналистом, что потом станет его основным занятием.

## Профессиональная деятельность
В 1996 году, в возрасте 29 лет, он начал работать в редакции Реджина Кальчо, став её лидером. Третьего июня 2014 года он был назначен президентом баскетбольного клуба «Виола Реджо Калабрия». 12 декабря 2014 был избран в Совет Международной баскетбольной лиги.

## Работы
- Cacciatori di tigri. Il racconto del primo campionato della Reggina в серии А, Iiriti Editore
- Pallone e carri armati. Il calcio ai tempi della rivolta di Reggio Calabria, Ультра
- Reggio Calabria e la sua Reggina. Un intreccio di storia e destini 1964—2002, Laruffa — совместно с Франческо Скарпино.
- Idoli di carta. Quando il pallone si sgonfia comincia la vita: storie, passate e presenti, di undici ex-calciatori della Reggina, Laruffa
- Reggina (1914—2008). La storia, Laruffa
- Che anni quegli anni. La storia della viola basket, l’epopea della squadra che rimise assieme una città, Книги Урба
- I giorni del ragno. Anni '70: l’Italia cambia pelle ed una tela mette assieme terrorismo, eversione, mafia e 'ndrangheta, Laruffa
- Collana libri Fare Fortuna, Urba Books — вместе с Рафаэллем Мортеллити
- Calabresi Testadura, Книги Урба — вместе с Рафаэллем Мортеллити
- Calabresi Culturatori diretti, Книги Урба — вместе с Рафаэллем Мортеллити

## Награды
Международная премия за справедливость — Розарио Ливатино, Раздел юридического образования и продвижения активного гражданства, 2014